# Assembleia de Deus
Assembleias de Deus (sigla: AD; em inglês: Assemblies of God), chamadas oficialmente Fraternidade Mundial das Assembleias de Deus, são uma comunhão cristã evangélica pentecostal internacional de igrejas.
As Assembleias originaram-se do ressurgimento pentecostal do início do século XX. Esse avivamento levou à fundação das Assembleias de Deus no Brasil em 1911 e das Assembleias de Deus nos Estados Unidos em 1914.
Através da obra missionária estrangeira e estabelecendo relações com outras igrejas pentecostais, as Assembleias de Deus se expandiram para um movimento mundial. Mas só em 1988, no entanto, que a comunidade mundial se formou. Como uma comunhão pentecostal, as Assembleias de Deus acreditam no distintivo pentecostal do batismo no Espírito Santo, com a evidência de falar em línguas.

## História
O movimento pentecostal de hoje traça seus vestígios da sua comunidade a uma reunião de oração no Colégio Bíblico Betel em Topeka, Kansas em 1 de janeiro de 1901. Ali, muitos chegaram à conclusão de que falar em línguas era o sinal bíblico do Batismo no Espírito Santo. Charles Parham foi o fundador desta escola, que mais tarde iria para Houston, Texas. Apesar da segregação racial em Houston, William J. Seymour, um pregador negro, foi autorizado a assistir a aulas bíblicas de Parham. Seymour viajou para Los Angeles, onde sua pregação provocou o Avivamento da Rua Azusa em 1906. Apesar do trabalho de vários grupos wesleyanos avivalistas, como Parham e D. L. Moody, o início do movimento pentecostal difundido nos Estados Unidos, é geralmente considerado como tendo começado com Seymour no avivamento da rua Azusa.
Em 1907, Charles Harrison Mason, co-fundador da Igreja de Deus em Cristo, foi para Los Angeles para investigar o Reavivamento da Rua Azusa. Durante sua visita, afirmou ter recebido o batismo do Espírito Santo e ter tido uma experiência de glossolalia. Ao retornar a Jackson, Mississippi, seu relato de sua experiência encontrou alguma oposição. Os líderes não concordaram que “falar em línguas” fosse um teste obrigatório do batismo com o Espírito Santo. Em 1907, na convocação da Igreja em Jackson, ocorreu uma divisão entre Jones e outros líderes sobre esta questão. Mason foi expulso por aceitar as crenças pentecostais e convocou uma reunião em Memphis no final do ano que deu início à reorganização da Igreja.
A partir de 1911, muitos ministros brancos afiliados à Igreja de Deus em Cristo expressaram insatisfação com a liderança afro-americana. Em 1913, 353 ministros brancos formaram uma nova igreja, que deu credenciais próprias, embora ainda usando o mesmo nome (Igreja de Deus em Cristo). O grupo de ministros brancos liderado pelo Pastor E.N. Bell reuniu-se em uma Convenção, em Hot Springs, Arkansas, em 1914 e fundou as Assembléias de Deus.
Incorporada durante a segregação racial em vigor no Sul americano, a Igreja proibiu a ordenação de ministros afro-americanos de 1939 a 1962. Os afro-americanos que buscavam ordenação foram encaminhados para o Igreja de Deus em Cristo.
Com o tempo, denominações autônomas foram formadas em vários países ao redor do mundo, seja de movimentos pentecostais locais ou de missões do Conselho Geral das Assembléias de Deus nos Estados Unidos.
Não foi até 1988, no entanto, que a comunidade mundial se formou. Como uma comunhão pentecostal, as Assembleias de Deus acreditam no distintivo pentecostal do batismo no Espírito Santo, com a evidência de falar em línguas.

## Estatísticas
Segundo um censo da associação, em 2022 ele teria 144 associações nacionais de membros em 190 países, 367.398 igrejas e 53.700.000 membros.
Em 2025, publicou-se nova estatística, segundo a qual, em 2023, as denominações membros somavam 86.143.293 membros individuais.

## Princípios

### Doutrina

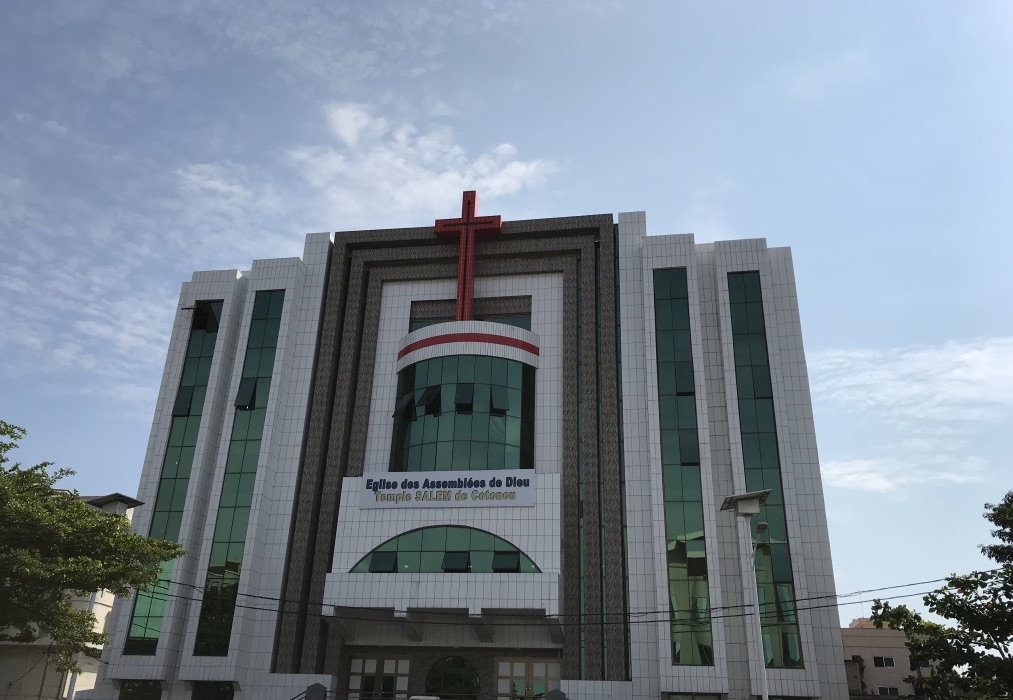
Templo Salem de Cotonou, afiliado as Assembleias de Deus, em Cotonu, no Benim, em 2018.

A associação tem uma confissão de fé pentecostal. Os assembleianos acreditam no pré-milenarismo (que é uma divergência dentro da escatologia cristã), aguardando uma segunda vinda de Jesus Cristo em duas fases distintas: a primeira, invisível ao mundo, para arrebatar a Igreja fiel da terra, antes da Grande Tribulação (Mateus 24:29-31); e a segunda, visível e corporal com a Igreja glorificada, para reinar sobre o mundo por mil anos, sendo portanto dispensacionalista.
Ainda, nesse corolário de fé, assembleianos quando analisavam a humanidade e as suas relações sociais, sempre relacionavam os fatos com a esfera espiritual, não fazendo uma clara separação do transcendente e do material, neste sentido, esperam comparecer perante o Tribunal de Cristo, juízo em que haveria boa-fé, cooperação, isonomia, para receber a recompensa dos seus feitos em favor da causa do Cristianismo, nas decisões imparciais que seria providas neste tribunal, ficariam para os fiéis resguardadas a dignidade da pessoa humana e, conforme a proporcionalidade, recompensando-os, ou não, pelo que fizeram em sua vida, já o tormento seria destinada de modo razoável aos ímpios em outro tribunal: o juízo do trono branco.
É notável a ênfase escatológica ao comunismo, isto porque na doutrina dominante das Assembleias de Deus existem ideias associadas à guerra, à luta espiritual com relações diretas a um plano que Deus teria pré-estabelecido para a história, nesse discurso o comunismo era ligado as forças do demônio e precisaria recuar diante da força do bem representadas pelos fiéis liderados por Cristo, representado metaforicamente como um general.

### Sacramentos
A celebração, sistemática e continuada, da Santa Ceia é um sacramento da maioria das igrejas que compõe o chamado grupo das pentecostais, definindo a Ceia do Senhor como uma ordenança e a pratica principalmente como um ato cognitivo de lembrança.
Geralmente, com a evidência inicial do falar em outras línguas, a chamada glossolalia. Estudo mostram que as Assembleias de Deus possuem inerentemente uma cosmovisão sacramental em sua crença mais distinta da glossolalia, que fornece um ponto de partida para todas as outras discussões sacramentais na teologia pentecostal. Contudo, em 1916, o pastor americano F. F. Bosworth, um membro fundador da organização, criticou a Declaração das Verdades Fundamentais das Assembleias de Deus por sua postura excessiva sobre a glossolalia como um "sinal inicial" obrigatório de batismo do Espírito Santo e deixou-o em 1918.

### Conceitos sociais, éticos e teológicos

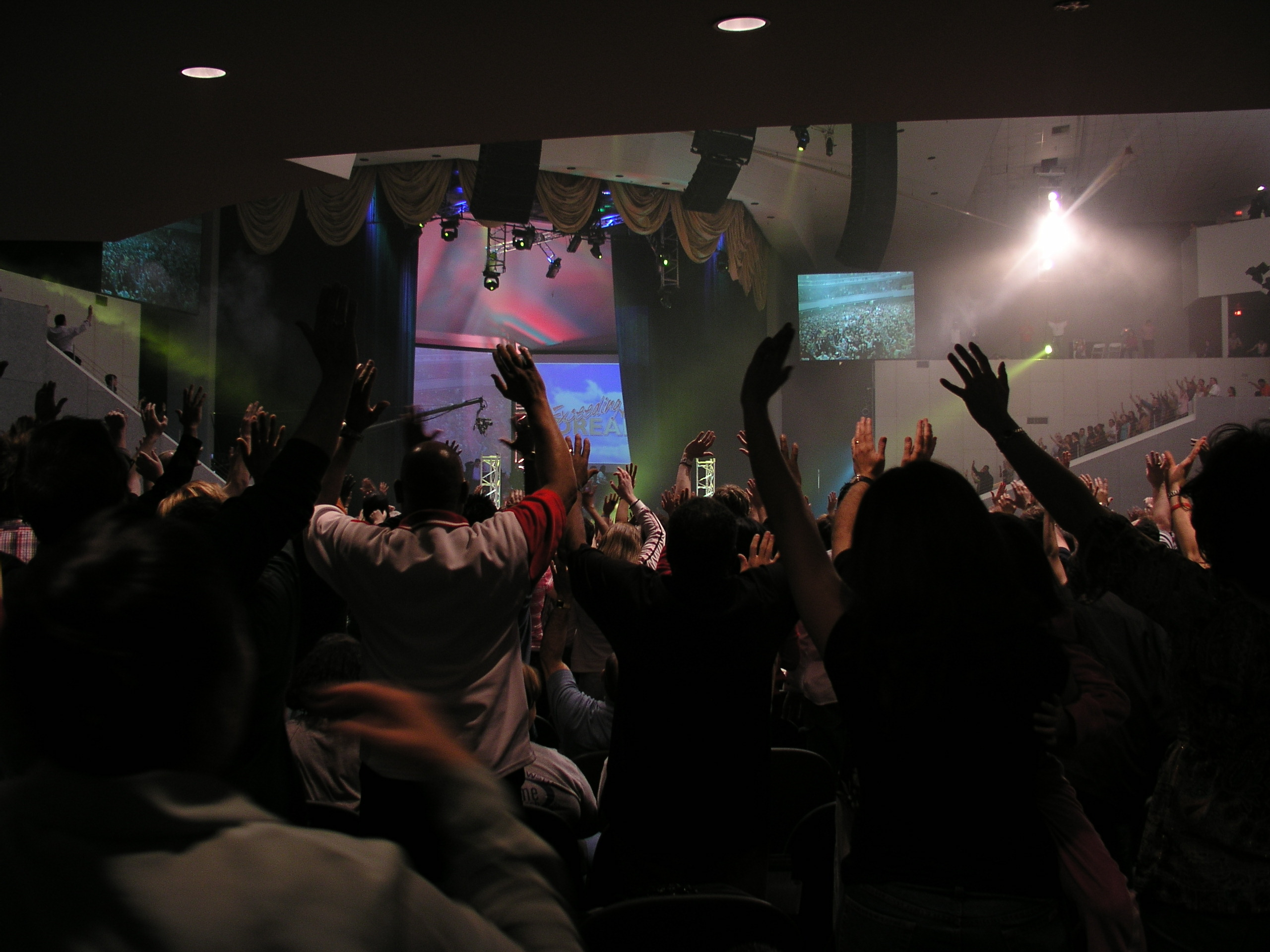
Serviço em Dream City Church, afiliada com as Assembleias de Deus, em Phoenix, nos Estados Unidos, em 2007.

Em vários momentos, o Conselho Geral das Assembleias de Deus publicou conceitos sobre vários fenômenos sociais e éticos na sociedade. Na visão das Assembleias de Deus o crente tem o direito de servir no exército e portar armas, o que diverge de outras denominações cristãs que consideram que um cristão não poderia matar nem mesmo se fosse solicitado por ordens estatais.
Os assembleianos, em geral, são contra o aborto voluntário, defendendo a intervenção estatal perante o livre-arbítrio dos indivíduos.
A exemplo do aborto, a homossexualidade é vista como uma forma de impedir que crianças nasçam e os assembleianos a veem como forma de promiscuidade.
A eutanásia é considerada uma forma de suicídio pelas igrejas assembleias, que assim como desencorajam os fiéis a assim proceder, politicamente, se esforçam para impedir que qualquer pessoa proceda desta forma.

## Por país

### Brasil

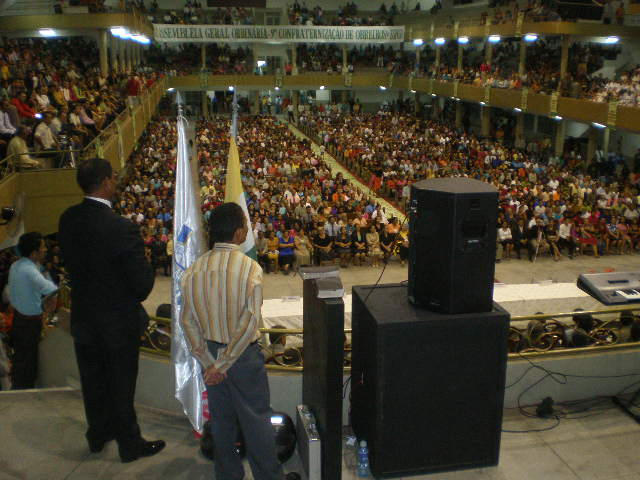
Serviço na Assembleia de Deus de Imperatriz, Maranhão, Brasil

A Assembleia de Deus chegou ao Brasil por intermédio dos missionários suecos Gunnar Vingren e Daniel Berg, que aportaram em Belém, capital do Estado do Pará, em 19 de novembro de 1910, vindos dos Estados Unidos. A princípio, frequentaram a Igreja Batista, denominação a que ambos pertenciam  na Suécia. Eles traziam a doutrina do batismo no Espírito Santo, com a glossolalia — o falar em línguas espirituais — como a evidência inicial da manifestação para os adeptos do movimento.
A nova doutrina trouxe muita divergência. Enquanto um grupo aderiu, outro rejeitou. Assim, em duas assembleias distintas, conforme relatam as atas das sessões, os adeptos do pentecostalismo foram desligados e, em 18 de junho de 1911, juntamente com os missionários estrangeiros, fundaram uma nova igreja e adotaram o nome de Missão de Fé Apostólica, que já era empregado pelo movimento de Los Angeles, mas sem qualquer vínculo administrativo com William Joseph Seymour.

### Estados Unidos
Nos Estados Unidos surgiram várias congregações pentecostais independentes, desde o avivamento da rua Azusa, em 1906. Buscando unidade, comunhão entre si, trabalho missionário e organização legal, o Rev. E. N. Bell com a ajuda de outros líderes convocaram uma Convenção em Hot Springs, Arkansas, entre 2 e 7 de abril de 1914, surgindo ali pela primeira vez o nome Assembleia de Deus. Como resultado, houve a adesão de quase 500 ministros e a criação do General Council of the Assemblies of God (Concílio Geral das Assembleias de Deus), mais tarde sediado em Springfield, Missouri, lugar sede do terceiro Concílio, onde foi feita a Declaração das Verdades Fundamentais, compartilhada até hoje com a maioria das Assembleias de Deus no mundo.